# Diocesi di Yanji
La diocesi di Yanji (in latino: Dioecesis Ienchivensis) è una sede della Chiesa cattolica in Cina suffraganea dell'arcidiocesi di Shenyang. La sede è vacante.

## Territorio
La diocesi comprende parte della provincia cinese di Jilin.
Sede vescovile è la città di Yanji.
La maggior parte dei cattolici è di origine coreana.

## Storia
La prefettura apostolica di Yanji (Yenki) fu eretta il 19 luglio 1928 con il breve Ex hac Divi di papa Pio XI, ricavandone il territorio dal vicariato apostolico di Wonsan (oggi diocesi di Hamhung).
Il 13 aprile 1937 la prefettura apostolica fu elevata al rango di vicariato apostolico con la bolla Ad regni Dei dello stesso papa Pio XI.
L'11 aprile 1946 il vicariato apostolico è stato elevato a diocesi con la bolla Quotidie Nos di papa Pio XII.
Fino al 2009 era amministratore apostolico della diocesi Damas Zhang Hanmin.

## Cronotassi dei vescovi
Si omettono i periodi di sede vacante non superiori ai 2 anni o non storicamente accertati.
- Theodor Breher, O.S.B. † (5 febbraio 1929 - 2 novembre 1950 deceduto)
  - Timotheus (Franz Xaver) Bitterli, O.S.B. † (9 aprile 1954 - 4 ottobre 1985 ritirato) (amministratore apostolico)
  - Sede vacante